# Suwon FC
O Suwon FC é um clube de futebol sul-coreano sediado em Suwon. A equipe compete na K-League

## História
O clube foi fundado em 2003 pela administração da cidade, seria um clube semi-profissional a nível colegial, diferente do então time profissional da cidade, o Suwon Samsung Bluewings.